# Élections en Illinois
Les électeurs de l'Illinois, sont généralement appelés à voter tous les deux ans, à plusieurs niveaux (fédéral, étatique et local).

## Élections au suffrage universelle direct

### Fédérale

#### Politique
- Élections du Président et Vice-Président des États-Unis,
- Élections des Sénateurs des États-Unis,
- Élections de dix-neuf des cinq-cent trente cinq membres de la Chambre des représentants des États-Unis

### Étatique

#### Politique
- Élections du Gouverneur et Lieutenant Gouverneur de l'État.
- Élections du Procureur Général, du Secrétaire d'État, du Contrôleur de l'État et du Trésorier de l'État.
- Élections des membres du Sénat de l'État de l'Illinois.
- Élections des membres de la Chambre des Représentants de l'Illinois

#### Judiciaire
- Élections des membres de la Cour suprême de l'Illinois

### Comtés

#### Politique
- Élections des membres des gouvernements des comtés (équivalent du conseil général en France)

Voir aussi : en:Cook County Board of Commissioners

#### Judiciaire
- Élections des shérif des comtés

### Communal

#### Politique

##### Focus sur Chicago
- Élection du Maire de Chicago
- Élection du Trésorier de Chicago
- Élection du Clerk of Chicago
- Élection des membres du conseil municipal de Chicago